# Tartus (muhafaza)
Tartus (arab. ‏مُحافظة طرطوس‎) – jedna z 14 jednostek administracyjnych pierwszego rzędu (muhafaza) w Syrii. Jest położona w zachodniej części kraju nad Morzem Śródziemnym. Graniczy od wschodu z Hims i Hama, od północy z Latakia, a od południa z państwem Liban.
W 2011 roku muhafaza liczyła 797 000 mieszkańców; dla porównania, w 2004 było ich 701 395, a w 1981 – 443 290.